# Oktober 2014
Dit artikel geeft een chronologisch overzicht van de belangrijkste gebeurtenissen per dag van de maand oktober in het jaar 2014.

## Gebeurtenissen

### 1
- Minstens tien mensen komen in Donetsk om door bommen die terechtkomen op een speelplaats van een school en een taxibusje. (Lees verder)

### 2 oktober
- België roept de ambassadeur van Israël ter verantwoording voor het slopen van de elektrische installatie bij een Palestijns dorp op de Westelijke Jordaanoever, die met Belgisch ontwikkelingsgeld was gerealiseerd, en eist schadevergoeding.
- In Donetsk komt een medewerker van het Rode Kruis om het leven wanneer een granaat op het kantoor van de hulporganisatie terechtkomt. (Lees verder)
- Pro-Russische rebellen zetten een offensief in op de luchthaven van Donetsk. (Lees verder)

### 3 oktober
- De Europese Commissie legt boetes op aan acht EU-landen, waaronder Duitsland en Nederland, voor een overschrijding van de melkquota. Het totale boetebedrag dat is opgelegd bedraagt 409 miljoen euro.
- De terreurorganisatie Islamitische Staat verspreidt een videoboodschap waarin de onthoofding te zien is van een vierde Westerse gijzelaar: de Britse taxichauffeur en hulpverlener Alan Henning, die in december 2013 werd ontvoerd.

### 4 oktober
- De geallieerde coalitie onder leiding van de Verenigde Staten voert de bombardementen op de stellingen van de terreurorganisatie Islamitische Staat (IS) rond de Syrisch-Koerdische stad Kobani op om te vermijden dat de grensstad in handen van de IS zou vallen. Bij die aanvallen komen minstens 35 IS-strijders om.
- Bij een zelfmoordaanslag op een markt in de Pakistaanse stad Quetta komen vijf mensen om het leven. Er vallen nog vijf doden wanneer een bermbom ontploft in de stad Kohat in het noordwesten van het land.
- Een hoge Noord-Koreaanse delegatie brengt een onverwacht bezoek aan de afsluiting van de Aziatische Spelen in het Zuid-Koreaanse Incheon. Er worden met Zuid-Korea afspraken gemaakt over nieuwe onderhandelingen.

### 5 oktober
- Bij het WK basketbal voor vrouwen in Turkije gaat de wereldtitel voor de negende keer naar het team van de Verenigde Staten.

### 6 oktober
- De Amerikaanse neurowetenschapper John O'Keefe en het Noorse koppel psychologen May-Britt en Edvard Moser krijgen de Nobelprijs voor de Fysiologie of Geneeskunde voor hun ontdekking van cellen die een positioneringssysteem in de hersenen vormen.

### 7 oktober
- De Nobelprijs voor de Natuurkunde gaat naar de Japanners Isamu Akasaki en Hiroshi Amano, en de in Japan geboren Amerikaan Shuji Nakamura voor de uitvinding van efficiënte blauwlichtdiodes die energiebesparende witte verlichting mogelijk maken.
- De vier onderhandelende partijen voor de Belgische federale regering (N-VA, CD&V, Open VLD en MR) bereiken een regeringsakkoord. Charles Michel (MR) wordt voorgedragen als eerste minister.

### 8 oktober
- De Nobelprijs voor de Scheikunde gaat naar de Amerikanen Eric Betzig en William Moerner en de Duitser Stefan Hell voor hun bijdrage aan de ontwikkeling van fluorescentiemicroscopie beneden de diffractielimiet.

### 9 oktober
- De Franse schrijver Patrick Modiano krijgt de Nobelprijs voor de Literatuur 2014.

### 10 oktober
- De Pakistaanse kinderrechtenactiviste Malala Yousafzai en de Indische kinderrechtenactivist Kailash Satyarthi krijgen de Nobelprijs voor de Vrede 2014.

### 11 oktober
- De Braziliaanse stad São Paulo kampt met de ergste droogte in 80 jaar. Door de droogte is de watervoorraad van de stad geslonken tot vijf procent.

### 12 oktober
- In de Egyptische hoofdstad Caïro vindt een internationale donorconferentie over de wederopbouw van de Gazastrook plaats. Die levert ruim vier miljard euro op.

### 13 oktober
- De Fransman Jean Tirole krijgt de Nobelprijs voor de Economie 2014 toegekend.
- Tyfoon Vongfong raast over Japan, met tientallen doden en honderdduizenden evacuaties als gevolg.
- NAC Breda ontslaat trainer Nebojša Gudelj. De coach ligt al weken onder vuur vanwege matige prestaties. Ook assistent-trainer Marino Pusic moet het veld ruimen.

### 14 oktober
- Het Universitair Ziekenhuis Leuven maakt een wereldprimeur bekend: voor het eerst is een hartklep bij een baby van één jaar via een katheter langs de lever geplaatst.

### 17 oktober
- De Wereldgezondheidsorganisatie verklaart Senegal vrij van ebola.

### 18 oktober
- Volgens de officiële resultaten haalt de Boliviaanse president Evo Morales 61 procent van de stemmen bij de presidentsverkiezingen van een week eerder. Zodoende wordt hij verkozen voor een derde ambtstermijn.

### 19 oktober
- Bij een zelfmoordaanslag op een sjiitische moskee in de Iraakse hoofdstad Bagdad vallen minstens vijftien doden.

### 20 oktober
- De Wereldgezondheidsorganisatie verklaart Nigeria vrij van ebola.
- Joko Widodo legt de eed af als president van Indonesië.
- Turkije staat toe dat Iraakse Koerden de Turks-Syrische grens oversteken om in Kobani te vechten tegen de terreurbeweging Islamitische Staat.
- In Bangladesh komen minstens dertig mensen om bij een frontale botsing tussen twee bussen op de weg tussen de hoofdstad Dhaka en Rajshahi.

### 21 oktober
- Het Europees Parlement kent de Sacharovprijs toe aan de Congolese gynaecoloog en mensenrechtenactivist Denis Mukwege.
- De rechter in Pretoria veroordeelt de Zuid-Afrikaanse atleet Oscar Pistorius tot vijf jaar celstraf voor doodslag op zijn vriendin Reeva Steenkamp en drie jaar voorwaardelijke straf voor verboden wapenbezit.

### 22 oktober
- Bij een aanslag in de Canadese hoofdstad Ottawa wordt een militair dodelijk getroffen. De schutter komt om in een daaropvolgende schietpartij met de politie in het parlementsgebouw.

### 24 oktober
- De Europese Commissie legt acht EU-lidstaten, waaronder het Verenigd Koninkrijk en Nederland, naheffingen op voor de herziene begroting 2010-2013. De genoemde lidstaten moeten respectievelijk € 2,1 miljard en € 642,7 miljoen extra afdragen.

### 27 oktober
- De zittende Braziliaanse presidente Dilma Rousseff wint de tweede ronde van de presidentsverkiezingen in haar land.

### 28 oktober
- In de Verenigde Staten explodeert een onbemande Antaresraket van NASA kort na de lancering. De lading ervan was bestemd voor het internationaal ruimtestation ISS.

### 29 oktober
- De Amerikaanse centrale bank Federal Reserve stopt met het resterende opkoopprogramma van staatsobligaties (QE 3). Verder laat de Fed het belangrijkste rentetarief in de Verenigde Staten ongewijzigd op het historisch lage niveau van tussen de 0% en 0,25%.
- Na het overlijden van Michael Sata wordt Guy Scott benoemd tot waarnemend president van Zambia. Hij is het eerste blanke staatshoofd van een Afrikaans land in 20 jaar.
- In Burkina Faso komen honderdduizenden mensen in de hoofdstad Ouagadougou op straat om te betogen tegen president Blaise Compaoré, die de grondwet wil aanpassen zodat hij nog langer aan de macht kan blijven.
- Bij een aardverschuiving veroorzaakt door hevige moessonregens in het dorp Koslanda op Sri Lanka worden tientallen huizen op een theeplantage bedolven onder de modder. Er wordt gevreesd dat meer dan honderd mensen zijn omgekomen.

### 30 oktober
- Zweden erkent als eerste EU-land officieel de staat Palestina.
- Na protesten met honderdduizenden deelnemers in de hoofdstad Ouagadougou worden regering en parlement van Burkina Faso ontbonden. President Blaise Compaoré verklaart echter aan te blijven als hoofd van een interim-regering.

### 31 oktober
- Minstens 23 mensen komen om bij een drievoudige bomaanslag aan een busstation in de Nigeriaanse stad Gombe.
- Na nieuwe protesten in Burkina Faso tegen president Blaise Compaoré treedt deze af. Het leger neemt de macht over en belooft nieuwe verkiezingen binnen negentig dagen.

## Overleden
<< · januari · februari · maart · april · mei · juni · juli · augustus · september · oktober · november · december · >>